# تشنیز
تشنیز روستایی از توابع شهرستان کیار در استان چهارمحال و بختیاری است که در مجاورت شهر شلمزار مرکز شهرستان کیار قرار دارد. 

## محصولات
از محصولات تولیدی در روستا می‌توان به گندم و جو، حبوبات، انگور، بادام، گردو، سیب زمینی و خیار اشاره کرد. برنج «گرده» از حدود سال ۱۳۷۳ به علت کم‌آبی در این روستا کاشته نمی‌شود.